# نورجمعه
نورجمعه (انگلیسی: Norjmaa) یک فیلم درام به کارگردانی بایین است که در سال ۲۰۱۴ منتشر شد. از بازیگران آن می‌توان به بادما اشاره کرد.
این فیلم برندهٔ جایزهٔ «بهترین فیلم» در بخش بین‌الملل سی و سومین دوره جشنواره فیلم فجر و همچنین جایزه خروس زرین بابت «بهترین هنرپیشه زن» در سال ۲۰۱۵ میلادی شد.